# Malson

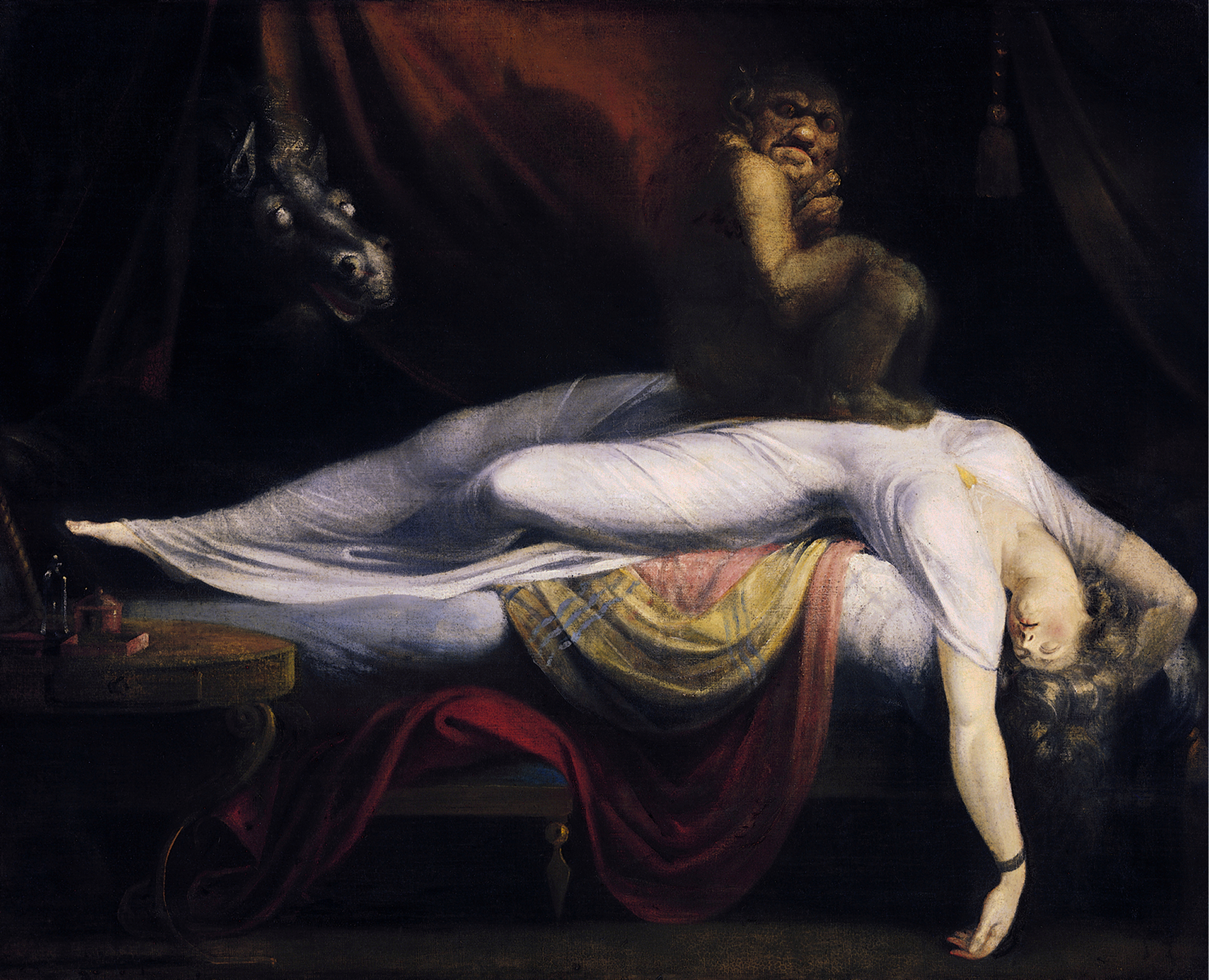
El malson, Henry Fuseli, 1781 (The Detroit Institute of Arts, Detroit)

El malson és un somni intranquil, angoixant i tenaç, amb somnis paorosos o angoixosos. Com ocorre amb l'angoixa en general, aquesta també en el malson pot provocar una sensació d'opressió del pit i dificultat de respirar (vegeu paràlisi del son). Els malsons no tenen lloc durant períodes de somni amb moviments oculars ràpids (l'anomenada fase MOR, també anomenada fase o son REM, de l'anglès "Rapid Eye Movement").
Fins a prop del segle xviii, els malsons eren sovint considerats obres de monstres, els quals es creia que s'asseien sobre els pits dels dorments, oprimint-los amb el seu pes. Diverses formes de màgia i possessió espiritual també se'n consideraven causes. En l'Europa del segle xix i fins ben entrat el segle xx, es creia que els malsons eren causats per problemes digestius.
Actualment, se sap que els malsons són provocats per causes fisiològiques, tals com febre elevada, o per causes psicològiques, tals com un trauma inusual o estrès en la vida del dorment. Els moviments corporals ocasionals en els malsons poden servir per a despertar el dorment, ajudant a evitar la sensació de por, que és un dels components dels malsons.

## Etimologia
El mot català malson prové de la grafia aglutinada dels dos mots: mal i son. El mot son és d'origen llatí, de sŏmnus, que significa 'son'. El mot mal també té origen llatí: malus, -a, -um; malum; male.

## Folklore
L'explicació popular del malson com a atac d'un ésser sobrenatural pot observar-se en aquests dos testimoniatges, català el primer i neohel·lènic el segon:
| « | El Pesant, gossàs negre, gruixut i pesat com emplom, intensament pelut, amb una terrible pota de ferro, amb la qual surra a quants troba al seu pas de nit pel carrer. Passa per l'ull dels panys, per sota les portes i, si li precisa, es filtra per les parets. Es complau posant-se damunt del pit durant el somni i oprimeix la respiració, provocant malsons i somnis molt agitats i desesperats. Joan Amades, «Els ogres infantils», Revista de Dialectologia i Tradicions Populars, 13, 1957, p. 262. | » |

| « | La Mora és una lamna rica i molt poderosa. Passeja només de nit i cada vegada que es troba en el seu camí persones que dormen s'asseu en el seu pit i les aixafa. I és tan pesada que aquell a qui aixafa mugeix com un bou. No obstant això, si la persona no està sumida en el somni i la veu i li arrabassa el seu feix, llavors, qualsevol cosa que li demani, riquesa i sort, l'hi donarà, amb tal que li retorni el feix. Nikólaos Politis, Tradicions, núm. 899. | » |

- Vegeu també: atrapasomnis.

## Cinema
Els malsons són el tema principal de la sèrie de pel·lícules Malson a Elm Street.